# Sundt Air
Sundt Air AS er et norsk flyselskab som driver charterflyvning for blandt andet private virksomheder, politikere og privatpersoner ved hjælp af fly der primært bliver leaset af norske virksomhedsejere. Selskabet er baseret i Oslo Lufthavn, Gardermoen og har 42 ansatte, heraf 20 piloter. 
Selskabet blev etableret som Nor Aviation AS i 1997. Sundt AS, et selskab som tilhørte Petter Sundt, overtog dette selskab i 1998. Sundt Air AS ejer også 34% af aktierne i Pegasus Helicopter AS.
Selskabet har siden 2011 stået for miljøovervågningen af de norske farvande på vegne af Kystverket og Kystvakten. Den 2. maj 2016 overtog selskabet ansvaret for den luftbårne miljøovervågning i den danske eksklusive økonomiske zone fra Flyvevåbnets Eskadrille 721.

## Flåde
- 3× Beech King Air B200
- 1× Beech King Air B350 ER
- 1× Bombardier CL-604 Challenger
- 2× Cessna 680 Citation Sovreign
- 1× Falcon 900EX